# Pariah's Child
Pariah's Child är det åttonde studioalbumet av det finländska power metal-bandet Sonata Arctica från 2014, utgivet av skivbolaget Nuclear Blast. Alla låtarna på albumet är skrivna av Tony Kakko. Albumet är det första Sonata Arctica-albumet der Pasi Kauppinen spelar basgitarr. Han tog över efter Marko Paasikoski.

## Låtlista
1. "The Wolves Die Young" – 4:11
2. "Running Lights" – 4:26
3. "Take One Breath" – 4:19
4. "Cloud Factory" – 4:17
5. "Blood" – 5:54
6. "What Did You Do in the War, Dad?" – 5:13
7. "Half a Marathon Man" – 5:43
8. "X Marks the Spot" – 5:20
9. "Love" – 3:50
10. "Larger than Life" – 9:57

Bounuslåt på Japan-utgåvan
1. "No Pain" – 5:26

## Singlar
- "The Wolves Die Young" (släpptes 11 februari 2014)
- "Shitload of Money" (släpptes 28 februari 2014)
- "Love" (släpptes 4 april 2014)

## Medverkande
Musiker (Sonata Arctica-medlemmar)
- Tony Kakko – sång, keyboard
- Elias Viljanen – gitarr
- Pasi Kauppinen – basgitarr
- Henrik Klingenberg – keyboard
- Tommy Portimo – trummor

Bidragande musiker
- Jaakko Koskinen – sång
- Leena – vargylning
- Masi Hukari – flöjt (spår 7), berättare (spår 5)
- Mikko P. Mustonen – orkesterarrangemang (spår 10)
- Laura Hynninen – harpa (spår 3, 10, 11)
- International Lowerflabbi Congregation Choir – kör (spår 8)

Produktion
- Pasi Kauppinen – producent, ljudtekniker, ljudmix
- Masi Hukari – ljudtekniker (sång)
- Petri Ahvenainen – ljudtekniker (gitarrer)
- Mike Reverse, Elias "Evil" Viljanen – ljudtekniker
- Svante Forsbäck – mastering
- Janne Pitkänen – omslagsdesign, omslagskonst